# Absența congenitală a glandei suprarenale

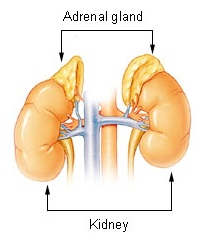
Localizare a glandei suprarenale

Absența congenitală a glandei suprarenale este o afecțiune rară în care glanda suprarenală lipsește la naștere.  Nu trebuie confundată cu insuficiența suprarenală sau hiperplazia suprarenală congenitală, unde glanda este prezentă, dar poate să nu funcționează adecvat. 
Datorită absenței cortexului suprarenal, afecțiunea provoacă simptome extreme de insuficiență suprarenală la naștere din cauza nivelurilor foarte scăzute de aldosteron și cortizol. Medula suprarenală poate fi prezentă în mod normal, slab formată sau absentă, cu toate acestea efectele deficitului de cateolamină circulantă sunt în general ușoare (datorită compensării sistemului nervos simpatic ), cu excepția episoadelor de hipoglicemie . 

## Genetică
Gena SF-1 joacă un rol important în dezvoltarea glandei suprarenale. Polimorfismul cu o singură genă care implică gena SF-1 poate avea un rol în ageneza glandelor suprarenale.  Au fost identificați și alți factori.    